# Gouverneurswahl in Texas 1855

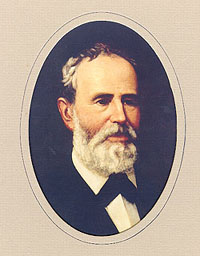
Elisha M. Pease

Die Wahl des Gouverneurs von Texas des Jahres 1855 fand im November 1855 statt. Bei der Wahl wurde der Amtsinhaber Elisha M. Pease bestätigt.

## Ergebnis
| Kandidat              | Stimmen | %      |
| --------------------- | ------- | ------ |
| Elisha M. Pease       | 26.336  | 56,83  |
| David C. Dickson      | 18.968  | 40,93  |
| Middleton T. Johnson  | 809     | 1,75   |
| George T. Wood        | 226     | 0,49   |
| ungültig              | 26      | 0,06   |
| Gesamt                | 46.339  | 100,00 |
| Quelle: Texas Almanac |         |        |